# Adeliella
Adeliella är ett släkte av kräftdjur. Adeliella ingår i familjen Lysianassidae.
Kladogram enligt Catalogue of Life:
| Adeliella | \| \| Adeliella laticornis \| \| \| \| \| \| Adeliella olivieri \| \| \| \| \| \| Adeliella takoradia \| \| \| \| |
|           | \| \| Adeliella laticornis \| \| \| \| \| \| Adeliella olivieri \| \| \| \| \| \| Adeliella takoradia \| \| \| \| |
|           | Adeliella laticornis                                                                                              |
|           | |
|           | Adeliella olivieri                                                                                                |
|           | |
|           | Adeliella takoradia                                                                                               |
|           | |